# Glòria de l'Enterrament del comte d'Orgaz
La Glòria de l'Enterrament del comte d'Orgaz, és una obra atribuïda a El Greco o al seu obrador, la qual és una còpia de la part superior de L'enterrament del comte d'Orgaz, una de les obres cabdals del mestre cretenc. És un oli sobre llenç que es conserva al Nationalmuseum d'Estocolm.
Al segon inventari realitzat per Jorge Manuel Theotocópuli després de la mort del seu pare, hi consten un Entierro en Santo Tomé i un "borroncito" (un esbós), de l'Enterrament, que no poden ser aquesta pintura, que no representa la part inferior sinó la part superior, o sigui, la Glòria.

## Temàtica de l'obra
El Greco o el seu obrador solien realitzar vàries versions i còpies de les obres més representatives, però no és aquest el cas de L'enterrament del comte d'Orgaz. Es tractava d'una llegenda de caràcter local, que només podia interessar a una clientela molt concreta. A més, la part inferior, «terrenal» implicava molts personatges, veritables retrats, i significava una realització molt costosa. Tanmateix, és remarcable que de la part superior –que s'hauria pogut aprofitar separadament– només s'hagi conservat aquesta obra.

## Procedència
- Col·lecció de Rolf de Maré, Estocolm.[2][3]
- Adquisició del Museu l'any 1966